# Андорра на летних Олимпийских играх 1988
Андорра принимала участие в Летних Олимпийских играх 1988 года в Сеуле (Южная Корея), но не завоевала ни одной медали.

## Результаты соревнований

### Велоспорт

#### Шоссейный велоспорт
Мужчины
| Соревнование    | Спортсмены   | Время   | Место |
| --------------- | ------------ | ------- | ----- |
| групповая гонка | Эмили Перес  | 4:32:46 | 9     |
| групповая гонка | Хавьер Перес | 4:32:56 | 59    |

### Лёгкая атлетика
Мужчины
| Спортсмен     | Соревнование | Предварительный раунд | Предварительный раунд | Четвертьфиналы | Четвертьфиналы | Полуфиналы | Полуфиналы | Финал     | Финал     |
| Спортсмен     | Соревнование | Результат             | Место                 | Результат      | Место          | Результат  | Место      | Результат | Место     |
| ------------- | ------------ | --------------------- | --------------------- | -------------- | -------------- | ---------- | ---------- | --------- | --------- |
| Хосеп Граэльс | 800 м        | 1:53,34               | 57                    | Не прошёл      | Не прошёл      | Не прошёл  | Не прошёл  | Не прошёл | Не прошёл |
| Хосеп Граэльс | 1500 м       | 3:52,68               | 46                    |                |                | Не прошёл  | Не прошёл  | Не прошёл | Не прошёл |